# Etherisch Strijkersensemble Parisiana
Het Etherisch Strijkersensemble Parisiana (1975-1984) was een Vlaams muziektheater- en performancegroep die geleid werd door Eric De Volder. Waar De Volder de naam Parisiana vandaan haalde, is onduidelijk. Aanvankelijk bestond het gezelschap uit muzikanten, later kwamen er ook podium- en straatartiesten, acteurs en beeldende kunstenaars aan te pas. Ze speelden zowel in België als in andere landen.

## Leden
Parisiana werd geleid door Eric De Volder. Daarbij voegden zich ook Miki Van der Eecken (tevens ook de toenmalige partner van De Volder), Guido Claus, Luk Bautens, Margaretha de Bouvé, Tina Cmok, Cecilia De Mulder, Roland Lippens, Hilde Meganck, William Phlips, Dirk Pauwels, Paul Schrijvers en Harry Vandevoorde.
Later zouden ook Jan Copers, Phillippe Flachet, Andreas Hebbelinck, Johan Dehollander, Michiel Hendryckx, Els Lybeer, Jan 'Jeroom' Leye, Nadia Mets, Xavier Depourcq, Luc Vanborm en Arne Sierens zich bij Parisiana voegen.

## Het begin van Parisiana
Eric De Volders Parisiana trad op 13 maart 1975 voor het eerst op tijdens de performanceavond ‘Genegen’ in de Zwarte Zaal (van de Koninklijke Academie voor Schone Kunsten van Gent in Gent). Voor het allereerste Parisianaoptreden koos De Volder voor Lieve Aertsens, Wim De Moor, Robert De Volder (vader van Eric De Volder), Arnold Kesteloot, Monique Moorthamer en Ignaas Vermeire als zijn muzikanten.
De Zwarte Zaal bleef een belangrijk aanknooppunt voor Parisiana. In die zaal had Proka (Promotors van de Koninklijke Academie voor Schone Kunsten) een podium laten installeren waarop experimenteel toneel vanuit binnen- en buitenland de kans kreeg om zich aan het Vlaamse publiek voor te stellen. Onder andere het Amerikaanse toneelgezelschap The Living Theatre was er ook te gast.

## Doorbraak in België
Het Etherisch Strijkersensemble Parisiana breidde uit door, naast de gebruikelijke muzikanten, ook acteurs in te zetten tijdens hun optredens. In 1979 brak Parisiana door nadat ze het randprogramma van het Kaaitheaterfestival met enkele optredens verzorgde en daarnaast ook optrad op het Muntplein (Brussel).
Het hoogtepunt van Parisiana viel in de periode tussen 1980-1981. Na het optreden in Brussel nam hun bekendheid buiten Gent toe.
De performances waarmee Parisiana optrad hadden altijd een link met het burgerlijke, niets te gesofisticeerd. Maar Eric De Volder was ook geïnspireerd door het katholicisme en rituelen. Daar had hij een verklaring voor: "Ik ben katholiek opgevoed geweest en voel af en toe de nood om me daar op een uiterlijke manier tegen af te zetten. Iets vormelijk overnemen en dan door het te spelen, het op te eten en te verteren. Dus: de macht erover krijgen en het beheersen."
Op vlak van kostuums en attributen hield Parisiana het simpel. In een interview met Het Parool zei De Volder het volgende over Parisiana : "Een karakteristiek van Parisiana is de eenvoud. De eenvoud in de middelen. We kunnen dus een ganse ruimte bespelen met in onze bus slechts drie koffers, acht valiezen en nog wat attributen."
Later zou Dirk Pauwels het zo omschrijven: "(...) in de beginjaren hadden we helemaal niets, we deden het met niets, we overleefden in armoede. Ik ben er nog steeds van overtuigd dat je meer kracht put uit de poging, dan uit het zitten wachten op subsidies."

## Doorbraak in het buitenland
Van 30 mei tot en met 15 juni 1980 trad Parisiana elke avond op tijdens het Festival of Fools, dat plaatsvond in Amsterdam. In openlucht of in grote circustenten voerden Nederlandse en Engelse theatergroepen vooral beeldend theater op. Naast Parisiana traden onder andere ook Radeis, Het Werkteater (theatergezelschap), Toneelgroep Baal, Hauser Orkater, de Bamsisters, de Amsterdamse Vuilharmonie, Waste of Time, Bart Stuyf, Jango Edwards, het Footsbarn Theatre, The People Show, Carlos Traffic, Friends Roadshow, Big Banned en Bob Kerr’s Whoppee Band op.
Hun deelname aan het Festival of Fools resulteerde in een tournee. Ze trokken met het Festival door Engeland (Londen), Duitsland (Keulen en Berlijn) en Denemarken (Kopenhagen).

## Het einde van Parisiana
Vanaf 1982 werd het stiller rond de groep. In juni van datzelfde jaar volgde een laatste actie van Parisiana bij de opening van de Gentse Feesten.
Na Parisiana werden tal van nieuwe initiatieven op touw gezet door (ex-)leden. Een voorbeeld hiervan is de stichting KIM (‘Kunst is Modder’) met onder andere Eric De Volder, Dirk Pauwels, Guido Claus en Ingrid De Vos. Die zou later uitgroeien tot Toneelgroep Ceremonia.

## Performances/optredens
- 13 maart 1975: Treedt voor het eerst op tijdens de performance-avond Genegen in de Zwarte Zaal (Gent)

- 13 november 1975: Speelt tijdens de seizoensopening van filmzaal Studio Skoop (Gent)

- 30 augustus 1978: Parisiana speelt samen met Nederlandse zanger en dichter Peter Blanker voor een uitzending op Omroep Brabant (‘Dorp bij de stad’)

- 30 september tot 1 oktober 1978: Gastoptreden in ‘Themaweek van de dood’ voor de Nederlandse VPRO-radio

- 4 mei 1979: Parisiana treedt op in de Ancienne Belgique, binnen het kader van het Kaaitheaterfestival

- 4 oktober 1979: Parisiana treedt op met de Britse volkszanger Alan Taylor in de Zwarte Zaal (Gent)

- Oktober 1979: Parisiana staat met Le Musée des Anomalies Humaines op het Muntplein in Brussel

- 7 februari 1980: Parisiana treedt op in de Zwarte Zaal (Gent)

- 8 maart 1980: Parisiana brengt een animatie met geschifte kelners in het Arenacafé (Gent)

- 20-29 maart 1980: Parisiana brengt animatie tijdens ‘De Week van de Auto’ in Gent

- 28 maart 1980: Parisiana verzorgt animatie en muziek tijdens de ‘taARTkunstdag’, een taartenbakwedstrijd voor beeldende kunstenaars, op de Rietveld Academie in Amsterdam

- 30 mei tot 15 juni 1980: Parisiana treedt elke avond op in het programma van het ‘Festival of Fools’, dat plaatsvindt in Amsterdam

- 20 juni 1980: Parisiana speelt op het poëziefestival Poetry International in Rotterdam

- 22-24 juni 1980: Na optredens op het Festival of Fools in Amsterdam, gaat Parisiana mee op tournee

- 3-6 juli 1980: Parisiana speelt opvoeringen in Berlijn tijdens de tournee van ‘Festival of Fools’

- 6-12 juli 1980: Opvoeringen van Parisiana in Kopenhagen tijdens de tournee van ‘Festivals of Fools’

- 16 september 1980: Parisiana speelt in een circustent op de kermis van Den Haag

- Oktober 1980: Parisiana neemt deel aan het solidariteitsoptreden, georganiseerd door de Internationale Nieuwe Scène

- 22-24 januari 1981: Parisiana treedt 3 avonden op in het Londense ICA Theatre (Institute of Contemporary Arts)

- 26-28 januari 1981: Parisiana brengt opvoeringen in Nederland, in Almere en in Amsterdam

- 9-12 april 1981: Parisiana brengt vier opvoeringen in het Esplanade hotel op Potsdamer Platz (Berlijn)

- 20 april 1981: Parisiana organiseert in Vooruit (Gent) een ontdopingsactie naar aanleiding van het mogelijke bezoek van Paus Johannes Paulus II aan Gent

- 2 mei: Parisiana figureert opnieuw op het programma van het Kaaitheaterfestival, in de Brusselse Ancienne Belgique

- 26-28 juni 1981: Parisiana treedt op in Caféhaus Annosaal in Keulen , tijdens ‘Theater der Welt ‘81’

- 12 september 1981: Parisiana treedt op ter gelegenheid van het vijfjarige lustrum van Filmhuis Maastricht

- 3-4 december 1981: Optreden van Parisiana georganiseerd door CJP Theater Promenade in de Handelsbeurs (Gent) en in Zaal Luxor in Oostakker

- 15-19 december 1981: Optreden van Parisiana en Eric De Volder in theater- en bioscoopzaal LantarenVenster (Rotterdam), in het kader van ‘De Belgen komen’. Ook Radeis, Guido Lauwaert en Kamagurka treden op

- 9 januari 1982: Parisiana treedt op in De Melkweg in Amsterdam

- Juli 1982: Actie van Parisiana tijdens Gentse Feesten.

- 20-22 augustus 1982: Parisiana treedt op in het kader van het festival ‘Carte Blanche’ (Rotterdam)

- 7 april 1984: Op de ‘Horrornacht’ in Zaal Cercle (Gent) zouden optredens van de Parisiana-actiegroep hebben plaatsgevonden

- 13-16 juni 1984: Opvoering van De Explicador in de Kleine Komedie door Eric De Volder en ex-leden van Parisiana